# سنگ‌نوشته اورامان
سنگ‌نوشته اورامان یا کتیبه تنگی ور  نقش برجسته‌ای متعلق به تمدن آشور است که به همراه یک کتیبه به خط میخی در روستای تنگی ور، در شهرستان کامیاران استان کردستان بر فراز کوه زینانه حجاری شده است. کتیبه باستانی تنگی ور  این اثر در تاریخ ۲۵ اسفند ۱۳۸۰ با شمارهٔ ثبت ۵۱۱۷ به‌عنوان یکی از آثار ملی ایران به ثبت رسیده است.

## موقعیت سنگ‌نوشته
سنگ‌نوشته اورامان بر روی صخره‌ای در دهانه تنگه پایین تر از روستای تنگی ور و بر دیواره کوه زینانه ایجاد شده است. این کوه در حدود ۵۰۰ متری روستای تنگی ور و در در ۴۵ کیلومتری شمال غربی کامیاران قرار دارد.

## نقش برجسته
نقش برجسته در یک تاق نما به ارتفاع ۱۲۰ و پهنای ۱۷۰ و عمق ۳۵ سانتی‌متر در سال ۷۰۶ پیش از میلاد حجاری شده است. درون تاق نما نقش برجسته‌ای از یک انسان به چشم می‌خورد که ۱۵۰ سانتی‌متر طول و ۳۵ سانتی‌متر عرض دارد. این نقش که آن را متعلق به سارگون دوم پادشاه آشور دانسته‌اند، نقش انسانی را به صورت نیم رخ در لباس شاهی نشان می‌دهد که کلاهی استوانه‌ای بر سر و شلاقی در دست دارد. پای راست این نقش در جلو و پای چپش در عقب قرار گرفته و دست راستش به طرف بالا بلند شده است. دست چپ نیز بر روی شکم قرار داده شده است.

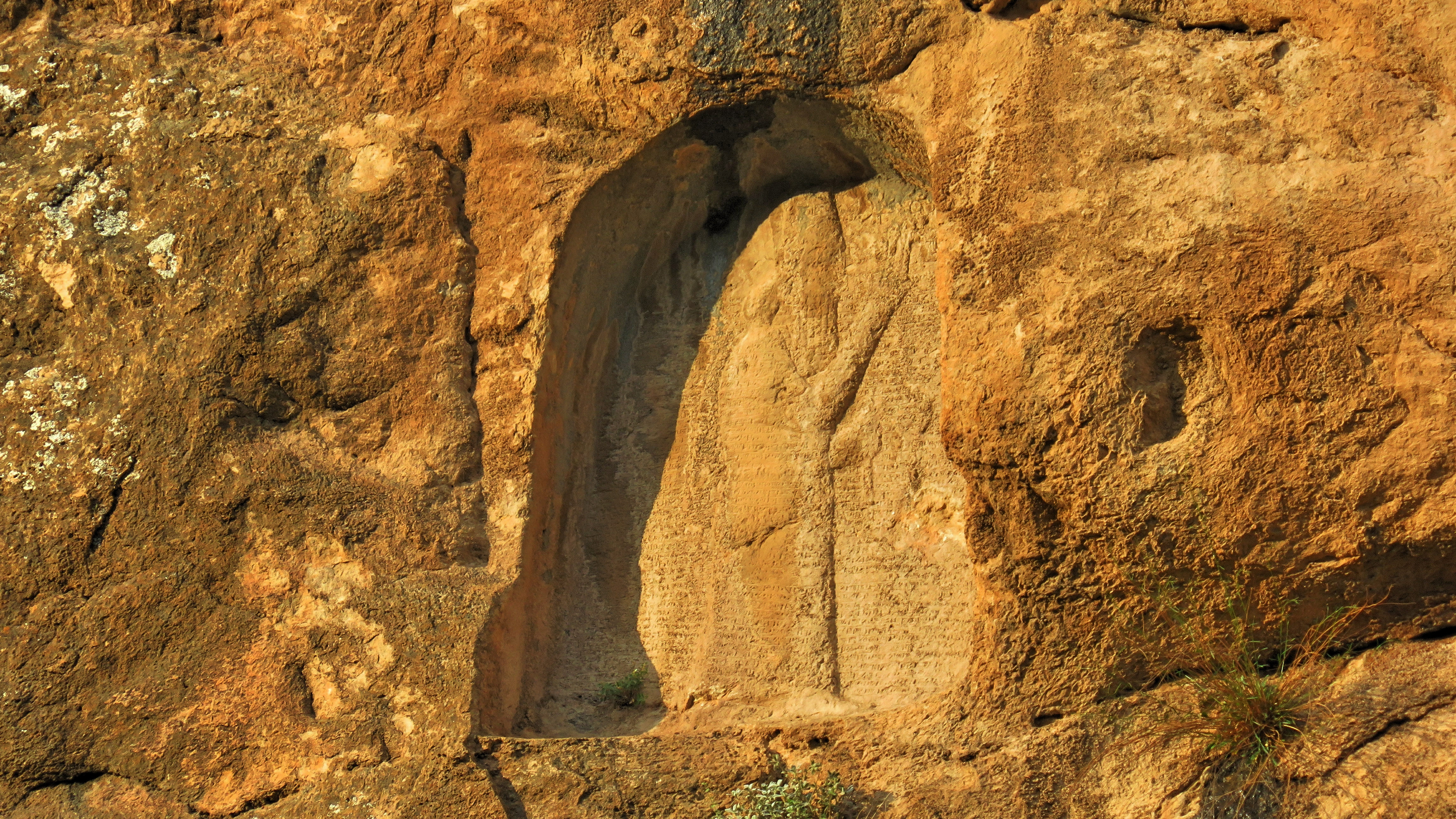
کتیبه سارگون دوم در تنگی ور.

## کتیبه
کتیبه‌ای به خط میخی و به زبان آشوری باستان در ابعاد ۱۲۰× ۱۲۰ سانتی‌متر شامل ۵۰ سطر در کنار نقش برجسته نقر شده است. در متن کتیبه، پس از ستایش خدایان آشوری مانند خدای آشور، مردوخ، نابو، سین، شمش و ایشتار به شرح پیروزی‌های آشوریان پرداخته شده و در ادامه به نقاط مختلف شهرها، روستاها و مناطقی که در این جنگ تصرف و ویران شده، اشاره می‌شود.

## خوانش کتیبه
سنگ‌نوشته اورامان نخستین بار در سال ۱۳۴۷ هجری شمسی توسط هیئت باستان‌شناسی ایرانی به سرپرستی علی اکبر سرفراز مورد بررسی قرار گرفت. سرفراز قدمت کتیبه و نقش برجسته را مربوط به اواخر هزاره دوم و اوایل هزاره اول قبل از میلاد و مربوط به امپراتوری آشور دانسته است. نخستین مقاله به زبان انگلیسی در رابطه با سنگ‌نوشته اورامان با عنوان «کتیبه سارگن دوم، کتیبه تنگی ور » به قلم گرانت فریم استاد آشورشناسی در مجله شرق به چاپ رسید که جامع‌ترین مطالعه را در مورد این کتیبه انجام داده است. این کتیبه و نقش برجسته با دو کتیبه دیگر مربوط به زمان سارگون دوم به نام‌های سنگ استل در قبرس و سنگ استل در نجف آباد کرمانشاه، قابل مقایسه است و موارد مشترک زیادی دارد.

## ترجمه متن کتیبه
خدای آشور شاه همه…خدایان و همه…خدایان.
................................................................
خدای مردوک بزرگ‏تر از همه، او که همه‌‏ی مردمان را با غذاها آفرید…
خدای نبوکه جانشینی را به وجود آورد[احتمالا به جانشینی‏ خود به عنون نماینده‏ی خدا روی زمین اشاره دارد].
خدای سین، مسلط بر آسمان و جهان مردگان…
خدای شمش، صاحب عدالت بر آسمان و جهان مردگان…
خدای ایشتار، او که انسان را آفرید و برای جنگ مهیا کرد…
خدایان هفت‏گانه که رهبری می‏کنند و خواست شاه را در جبهه‌‏ی جنگ برآورده می‏سازند و پیروزی را برایش فراهم می‏آورند.
خدایان بزرگ،گردانندگان هستی و جهان مردگان،کسانی‏ که حمله می‏کنند و جنگ‏ها و نزاع‏ها را معنی می‏‌بخشند.
خدایانی که می‏گردند و پادشاه را برمی‏گزینند؛ کسی که‏ فرماندهی را به عنوان فرمانروای مقدس بر عهده دارد. آن‏ها قلمرو را وسعت می‏دهند و آن پادشاه را از قانونگذاران دیگر برتر می‏کنند.
سارگن(دوم)، شاه بزرگ، شاه توانا، شاه جهان، شاه‏ آشور، نایب السلطنه‏ی بابل، شاه سرزمین سومر و اکد و دوستدار خدایان بزرگ.
قهرمان بزرگ…مرد، فرمانروای دیندار، انسانی حیرت‏آور و شبان‏[خدا].
خدای آشور، نبو و مردوک، خدایان کمک‏کننده‏ی من، پادشاهی را به من بخشیدند و مرا بی‏همانند و مشهور و با عظمت کردند.
من همواره به عنوان غنی‏کننده‏ی«سیپار»، «نیپور» و بابل‏ عمل کرده‏ام و آسیب‏های غیرقانونی را که توسط مردمانی والاشأن تحمل‏ شده بود که تعداد زیادی از آنان چنین بودند، جبران کردم.
من معافیت از مالیات را که برای«بالتیل»و«آشور» برداشته‏ شده بود، از نو برقرار کردم. با ملاحظه‏ی شهر«حران»[بر] دروازه‏ی‏ مردم ‏[آن شهر]، نشان«کیدینو» (اشاره به موقعیت ممتازشان دارد) را نصب کردم.
من ارتش«هومبانیگاش» (هومبان-نیگاش) عیلامی را پراکنده ساختم. من سرزمین کارالا را ویران کردم؛ سرزمین«شوردا»، شهر«کیشه‏سیم»، شهر«هرهر»[خارخار]سرزمین«مادها» و سرزمین‏ «الی‏پی»را.
من سرزمین«اورارتو»را ویران کردم. شهر«موسسیر» و سرزمین«ماننا»را تاراج کردم و سرزمین«اندیا» و سرزمین«زیبیریم» را شکست دادم.
من فرمانروایان سرزمین«حمات»، شهر«کارخمیش»، شهر«کوم‏موهی» و سرزمین«کاممانو»را شکست دادم و بر سرزمین‏ «هایشن»، صاحب منصبانی نشاندم.
من شهر«اشدود»را غارت کردم.لامانی، شاه آن جا از سلاح‏های من ترسید… به ناحیه‏ای از سرزمین«ملوحا» فرار کرد. در آن جا کاملا مخفیانه شبیه یک دزد زندگی می‏کرد.
شپاتکو(شبیتکو)،پادشاه سرزمین ملوحا، قدرت خدایان‏ آشور، نبو و مردوک را که من به همه‏ی سرزمین‏ها نشان دادم، احساس‏ کرد و…
اولامانی در یوغ‏ها و دستبندهای آهنین، در بند، به زندان‏ من آورد.
من همه‏ی سرزمین‏های«تابالو»، «کاسکو» و«هیلاکو» را از جمعیت خالی کردم و آن‏ها را با اموال و دارایی به نزد میداس، شاه‏ سرزمین«موسکو» تبعید کردم و قلمروی او را کاهش دادم.
در شهر«راپیهو»پیش قراول ارتش مصر را شکست دادم و پادشاه شهر«هازوتو»، کازه که بندگی مرا نمی‏ پذیرفت، به عنوان‏ غنیمت به حساب آوردم.
من هفت پادشاه سرزمین«انا»، یک منطقه از سرزمین‏ «لدنانا» که خانه‏هایش در فاصله…(در میان) دریای غرب واقع شده‏ بود، مطیع کردم.
من با دستان توانایم، اپل-ایدین (مردوک بالادان)، شاه‏ سرزمین «کلده» را که بر ساحل دریا اقامت داشت و پادشاهی‏اش را برای مقابله با خدایان نیک، بر بابل می‏گسترانید، شکست دادم.
همه‏ی سرزمین«بیت‏ایایکن» … ثابت کردم… 
اهون داری شاه«دیلمون» که در فاصله‏ی…چند کیلومتری‏ در میان…دریا، مانند یک ماهی جا گرفته بود، توانایی شاهانه‏ی مرا شنید و هدایای بزرگش را برای من آورد.
به وسیله‏ی خدایان بزرگم که جنگ‏افزارهای مرا قدرت‏ بخشیدند، با قدرت و قوت شدم و همه‏ی دشمنانم را از بین بردم.
از سرزمین لدنانا که در میان دریای مغرب (مدیترانه)، به‏ دوری مرز مصر و سرزمین موسکو، سرزمین وسیع«آمورو»، تمام‏ سرزمین‏های…
همه‏ی سرزمین«گوتیوم» سرزمین مادهای دور(در کنار کوه بیکنی)، سرزمین الی‏پی و سرزمین«راشی» (در مرز عیلام).
آن‏هایی که در کنار رود دجله زندگی می‏کنند،قبایل«اوتو»، «روبو»، «ختکو»، «لابدودو»، «کمرانو»، «اوبولو»، «رووا»و «لیتااو»…
آن‏هایی که در کنار رود فرات و دریای«اوکنو»زندگی‏ می‏کنند. قبایل«گامبلو»،«هیندارو»،«پوکودو»،«سونی‏ها»، مردم‏ استپ سرزمین«لادبورو»، به تعداد زیادی که آن جا هستند.
از شهر«سامونا» به فاصله‏ی شهرهای«بوب»و«تل‏هومبان» که در مرز عیلام هستند…
سرزمین«کاردونیاش» از ابتدا تا انتها و سرزمین«بیت‏ آموکان»، «بیت‏ایاکین»که در ساحل دریا، به فاصله‏ی قلمروی‏ «دیلمون»، واقع شده است…
من همه‏ی آن‏ها را مطیع کردم و دست‏نشاندگانم را به عنوان‏ دولتمردان حاکم بر آن‏ها گماشتم و قدرت شاهانه‏ام را بر آن‏ها تحمیل‏ کردم…
در آن زمان مردم سرزمین کارالا…که… نمی‏خواستند از هیچ فرمانروایی تبعیت کنند…
به کوه‏های پرشیب پشت‏گرم بودند و دست‏نشانده‏ی مرا [بیرون کردند]. حکمران همه‏ی سرزمین…
…. آن‏ها برپا و آماده شدند، برای جنگ…تعداد زیادی از مردمشان برافروخته شدند…
اسبان، قاطران…حاضرشان را…برگرداندم و…
آن‏ها راه‏ها را در سرزمینشان ویران و[معبدها] را مسدود کردند.
سربازان اندک من، به معبدهای دور از دسترس، شبیه‏ عقاب‏ها [نفوذ کردند].
…. آن‏ها… سربازانشان به کوه‏ها فرار کردند…
باقی مانده‏ی آن‏ها [اسیر شدند] و به عنوان غرامت به حساب‏ آمدند.
من لوحه‏ی یادبودی ساختم و روی آن پندارهای خدایان‏ بزرگ را حک کردم. هدف‏های شاهانه‏ام را با فروتنی، برای پادشاهی‏ آسمانی بزرگشان، در مقابل آن‏ها نهادم.
من همه‏ی پیروزی‏های خدای آشور، پدر خدایان،بزرگ… را توضیح دادم…